# Cabussó collnegre
El cabussó collnegre (cabussonera o soterí gros a les Balears i soterí al País Valencià) (Podiceps nigricollis), és un ocell aquàtic que es troba a tots els continents amb l'excepció d'Austràlia i l'Antàrtida.

## Taxonomia
N'hi ha tres subespècies:
- P. n. nigricollis es troba de l'oest d'Europa fins a Àsia occidental (hivernant al sud i oest), l'Àsia central i l'Àsia oriental, i l'est d'Àfrica.
- P. n. gurneyi es troba al sud d'Àfrica
- P. n. californicus es troba des del sud-oest del Canadà fins a l'oest dels Estats Units i hiverna a Guatemala.

## Descripció

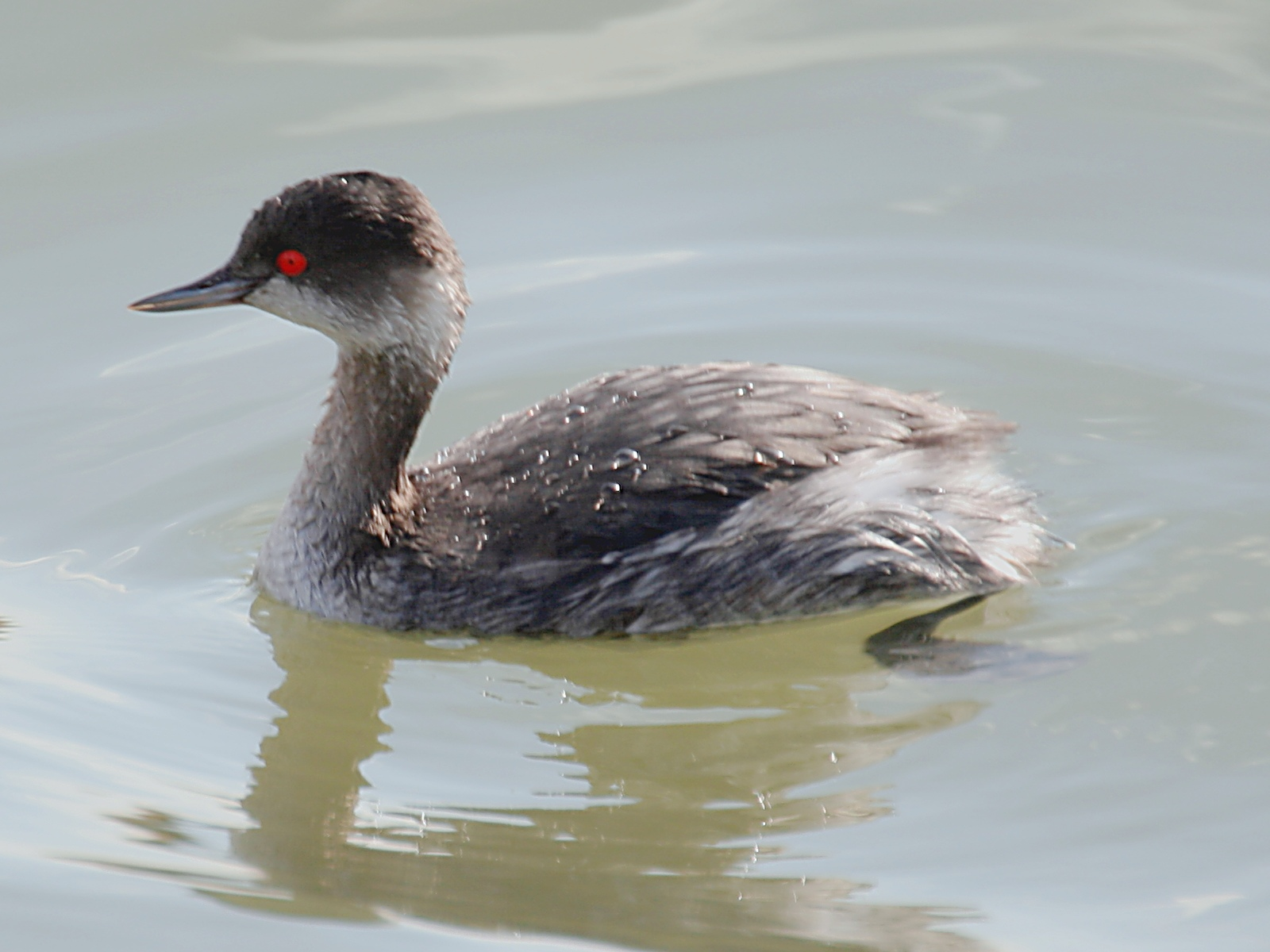
P. n. nigricollis, amb plomatge que du quan no cria

Aquest cabussó fa 28–34 cm de llarg. L'adult és inconfusible a l'estiu amb el cap i el coll negres i amb un plomatge de la part auricular groc.

## Enllaços externs

[http://www.xeno-canto.org/sounds/uploaded/BPSDQEOJWG/Svarthalsaddopping.mp3 Cant